# Villamantilla
Villamantilla – miejscowość w Hiszpanii we wspólnocie autonomicznej Madryt, 45 km na południowy zachód od Madrytu. W Villamantilla jest dom dziecka „La Jara” i szkołę publiczną „San Miguel”.